# Lowlands (Sint Maarten)
Lowlands (Nederlands: Lage Landen) is een plaats op Sint Maarten met ruim 700 inwoners.
Het ligt aan de westkant op het Nederlandse deel boven het vliegveld Princess Juliana International Airport.
In Lowlands staan hotels en vakantievilla's. Midden in het gebied ligt het natuurgebied Mullet Pond. De enige golfbaan van het eiland met 18 holes bevindt zich rond het meer.
Mullet Bay Beach bevindt zich ten noorden van het vliegveld. Het heeft spierwitzand met hoge kliffen. Het strand is populair bij surfers vanwege de hoge golven. Cupecoy Beach bevindt zich in het uiterste noordwesten van Lowlands. Het is witzandstrand met grotten en rotsen. Het is gedeeltelijk een naaktstrand, en is lgbt-vriendelijk.
Cole Bay · Cul de Sac · Little Bay · Lower Prince's Quarter · Lowlands · Oyster Pond · Philipsburg · Simpson Bay · Upper Prince's Quarter